# Versalles
Versalles (en francès, Versailles) és un municipi francès situat al departament d'Yvelines i a la regió d'Illa de França. L'any 2024 tenia 86.904 habitants. És molt conegut pel fet que hi ha el famós palau de Versalles.
Està dividit entre el cantó de Versalles-1 i el cantó de Versalles-2, i forma part del districte de Versalles i de la comunitat d'aglomeració Versailles Grand Parc.

## Educació
- Institut supérieur international du parfum, de la cosmétique et de l'aromatique alimentaire
- Universitat de Versalles Saint-Quentin-en-Yvelines[3]

## Nadius il·lustres
- Lluís XV (1710-1774), rei de França.
- Julien-Amable Mathieu (1734-1811), violinista i compositor.
- Louis-Augustin Richer (1740-1819), cantant i compositor.
- Jean-Antoine Houdon (1741-1828), escultor.
- Louis-Alexandre Berthier (1753-1815), general.
- Lluís XVI (1754-1793), rei de França.
- Lluís XVIII (1755-1824), rei de França.
- Carles X (1757-1836), rei de França.
- Étienne de Jouy (1764-1846), dramaturg.
- Isabel de França (1764-1794).
- Lazare Hoche (1768-1797), militar.
- Maria Teresa de França (1778-1851).
- Lluís XVII (1785-1795), rei titular de França.
- Alexandre Pierre François Boëly (1785-1858), organista i compositor.
- Ferdinand de Lesseps (1805-1894), diplomàtic i empresari.
- François Wartel (1806-1882), cantant i mestre de cant.
- François Achille Bazaine (1811-1888), general.
- Jules Antoine Lissajous (1821-1880), físic i matemàtic.
- Jean-François Lyotard (1924-1998), filòsof francès.
- Stéphane Audran (1932-2018), actriu.
- Michel Gondry (1963), director de cinema.
- Kévin Réza (1988), ciclista.